# 13 часа: Тайните войници на Бенгази
„13 часа: Тайните войници на Бенгази“ (на английски: 13 Hours: The Secret Soldiers of Benghazi) е американски биографичен екшън трилър и военен филм от 2016 г. на режисьора Майкъл Бей, по сценарий на Чък Хоган, базиран на едноименната книга от 2014 г., написан от Мичъл Цуков. Във филма участват Джеймс Бадж Дейл, Джон Кразински, Пабло Шрайбър, Макс Мартини, Дейвид Денман и Доминик Фумуза. Премиерата на филма е в САЩ на 15 януари 2016 г. от „Парамаунт Пикчърс“.